# إيرين فيلا
إيرين فيلا (بالإسبانية: Irene Villa)‏ هي صحفية إسبانية، ولدت في 21 نوفمبر 1978 في مدريد في إسبانيا.

## وصلات خارجية
- الموقع الرسمي
- إيرين فيلا على موقع الاتحاد الدولي للمبارزة (الإنجليزية)